# Ogloblinia (hooiwagens)
Ogloblinia is een geslacht van hooiwagens uit de familie Gonyleptidae.
De wetenschappelijke naam Ogloblinia is voor het eerst geldig gepubliceerd door Canals in 1933.

## Soorten
Ogloblinia omvat de volgende 3 soorten:
- Ogloblinia argenteopilosa
- Ogloblinia loretoensis
- Ogloblinia pulchra